# Bóbrka Kańczucka
Bóbrka Kańczucka – wieś w Polsce położona w województwie podkarpackim, w powiecie przeworskim, w gminie Kańczuga.

## Części wsi
| SIMC    | Nazwa      | Rodzaj    |
| ------- | ---------- | --------- |
| 0604241 | Gaj        | osada     |
| 0604235 | Kucze      | część wsi |
| 0604258 | Psi Młynek | osada     |

## Historia
Wieś położona w powiecie przemyskim, była własnością Jana Szomowskiego, została spustoszona w czasie najazdu tatarskiego w 1672 roku.
Władysław Józef Fedorowicz testamentem z 15 czerwca 1922 roku zapisał wieś Polskiej Akademii Umiejętności z zastrzeżeniem, że dochody ma ona przeznaczyć na stypendia dla młodzieży kształcącej się zawodach związanych z rolnictwem i publikację prac z zakresu rolnictwa i leśnictwa. 
W latach 1954–1968 wieś należała i była siedzibą władz gromady Bóbrka Kańczucka, po jej zniesieniu w gromadzie Pantalowice. W latach 1975–1998 miejscowość administracyjnie należała do województwa przemyskiego.